# Herencia maldita
Herencia maldita é uma telenovela mexicana produzida por Ernesto Alonso para a Televisa e exibida pelo Canal de las Estrellas entre 3 de novembro de 1986 e 24 de abril de 1987.
Foi protagonizada por Angélica María e Miguel Palmer e antagonizada por Manuel Ojeda e Liliana Abud. 

## Sinopse
Adela Beltrán é uma menina que vive com sua mãe Elisa, quem pelo vício ao jogo de azar termina perdendo toda fortuna que ambas receberam de uma herança. Isto obriga a Adela a roubar para tratar de sobreviver.

## Elenco
- Angélica María - Adela Beltrán
- Miguel Palmer - Armando Rojas
- David Reynoso - Roberto Rojas
- Manuel Ojeda - Rogelio Velarde
- Liliana Abud - Clara Velarde
- Marco Muñoz - Antoine
- Emilia Carranza - Milagros
- Margarita Gralia - Laura
- Marcela de Galina - Susan
- Malena Doria - Virginia
- Roberto Antúnez - Rafael
- Susana Alexander - Elisa
- Rafael Amador - Raúl
- Luis Xavier - Phillipe
- Jorge del Campo - Enrique
- Fabio Ramírez - Manuel
- Maristel Molina - Rosa
- Alicia Montoya - Catherine
- Roberto Carrera - Vincent
- Nadia Haro Oliva - Janet
- Queta Lavat - Estela
- Angélica Vale - Adela Beltrán (menina)
- Cristian Castro - Armando Rojas (menino)
- José Antonio Ferral - Brown
- Sergio Jiménez - Arturo Villaseñor
- Ana Luisa Peluffo - Linda

## Prêmios e indicações

### Prêmio TVyNovelas de 1987
| Categoria                    | Indicado(a)     | Resultado |
| ---------------------------- | --------------- | --------- |
| Melhor telenovela            | Ernesto Alonso  | Indicado  |
| Melhor atriz protagonista    | Angélica María  | Indicado  |
| Melhor ator protagonista     | Miguel Palmer   | Indicado  |
| Melhor ator protagonista     | Manuel Ojeda    | Indicado  |
| Melhor atriz principal       | Malena Doria    | Indicado  |
| Melhor ator principal        | Roberto Antunez | Indicado  |
| Melhor atriz co-protagonista | Emilia Carranza | Indicado  |
| Melhor ator co-protagonista  | Marco Muñoz     | Indicado  |